# Maus (tegneserie)
 For alternative betydninger, se Maus. (Se også artikler, som begynder med Maus)
Maus er en grafisk roman i to dele af den amerikanske forfatter og tegner Art Spiegelman. Handlingen kredser omkring forfatterens far, Vladek Spiegelman, og om hvordan denne overlevede Holocaust. Maus er tegnet med antropomorfe dyr, hvor blandt andet jøderne er mus, tyskerne katte og polakkerne grise.
Den første del af Maus blev delvis udgivet i tidsskriftet Raw 1977-1985 og i bogform i 1986. Den anden del blev udgivet i Raw 1986-1991 og i bogform i 1991.

## Udgaver
- 1986 – Art Spiegelman: Maus: a survivor's tale. 1, My father bleeds history, ISBN 0-394-74723-2
  - 1992 – Art Spiegelman: Maus: en overlevende fortæller. Bind 1: Min fars lidelseshistorie, ISBN 87-7378-039-1
- 1991 – Art Spiegelman: Maus: a survivor's tale. 2, And here my troubles began, ISBN 0-679-72977-1
  - 1992 – Art Spiegelman: Maus: en overlevende fortæller. Bind 2: Og her begyndte mine problemer, ISBN 87-7378-081-2
- 2006 – Art Spiegelman: Maus: en overlevende fortæller, ISBN 978-87-7378-268-2

| Taleboble | Spire Denne tegneserieartikel er en spire som bør udbygges. Du er velkommen til at hjælpe Wikipedia ved at udvide den. |